# Oscar Rompani
Oscar Carlos A. Rompani, argentinski veslač, * 6. avgust 1904, Tigre, Argentina, † 17. marec 1974, San Isidro, Argentina.
Oscar Rompani je za Argentino nastopil na Poletnih olimpijskih igrah 1964 v Tokiu, kjer je tekmoval v dvojcu s krmarjem. S soveslačem Nataliem Rossijem sta se s časom 8:19,63 uvrstila v repesaž. Preko repesaža sta se s časom 7:44,62 uvrstila v finale, kjer pa sta odstopila.  
Rompani je bil s 60 leti in 67 dnevi najstarejši tekmovalec teh olimpijskih iger.